# NGC 4889

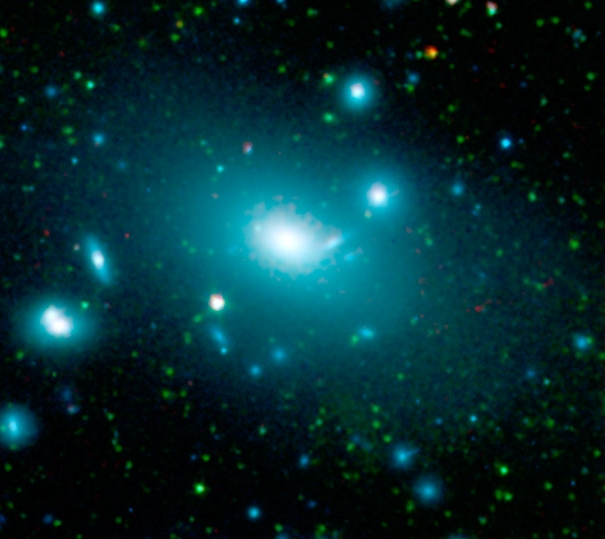
Luồng vật chất khổng lồ bị hút về phía tâm thiên hà NGC 4889
Hình dựng từ kết quả quan sát của SDSS trong phổ ánh sáng nhìn thấy và Spitzer Space Telescope trong phổ hồng ngoại

NGC 4889 còn được gọi Caldwell 35 là một thiên hà elip siêu khổng lồ trong Quần tụ thiên hà Coma, Siêu đám thiên hà Coma, nằm cách chúng ta khoảng 97,846 triệu Parsec, có vị trí biểu kiến nằm trong chòm sao Hậu Phát. NGC 4889 có cấp sao biểu kiến +11,4, là vật thể sáng nhất trong quần tụ Coma, và nó chứa siêu lỗ đen có khối lượng lớn thứ bảy trong vũ trụ (sau S5 0014+81, SDSS J102325.31+514251.0, H1821+643 và APM 08279+5255) mà khoa học quan sát được. Cùng phát hiện ra lỗ đen siêu khối lượng với NGC 4889 còn có NGC 3842; cả hai được giả thuyết là tàn dư còn lại của các chuẩn tinh vốn xuất hiện nhiều ở thời kỳ đầu của vũ trụ.

## Phát hiện
NGC 4889 được nhà thiên văn học người Anh gốc Đức William Herschel phát hiện và liệt kê trong danh mục Thiên thể NGC năm 1785. NGC 4889 nằm cách hệ Mặt Trời của chúng ta khoảng 308 triệu năm ánh sáng; với dịch chuyển đỏ 0,021665, NGC 4889 mỗi giây đi xa chúng ta 6.495 km trong khi toàn bộ quần tụ thiên hà này di chuyển xa khỏi chúng ta với tốc độ khoảng 7.000 km mỗi giây. Quần tụ thiên hà Coma gồm hơn 1.000 thiên hà, có đường kính vài triệu năm ánh sáng. Quần tụ thiên hà COMA này đến lượt nó cùng với quần tụ thiên hà Sư Tử (trong chòm sao Sư Tử tạo nên siêu đám thiên hà Coma, một láng giềng lân cận với Siêu đám Xử Nữ của chúng ta.

## Lỗ đen
Trung tâm của thiên hà NGC 4889 được nhà nữ thiên văn học Chung-Pei Ma thuộc trường đại học California Berkeley phỏng đoán rằng tồn tại một lỗ đen có khối lượng rất lớn, có thể bằng hoặc lớn hơn lỗ đen trong tâm thiên hà láng giềng - NGC 3842 vốn được nhận định là có khối lượng gấp khoảng 9,7 tỷ lần khối lượng Mặt Trời của chúng ta. Bán kính lỗ đen (nơi mà không vật chất nào - kể cả ánh sáng - thoát ra được) này gấp khoảng 5 lần bán kính quỹ đạo của sao Diêm Vương quay quanh Mặt Trời. Các phỏng đoán được dựa trên kết quả quan sát từ Đài thiên văn Keck II và Gemini North trên Mauna Kea, Hawaii dựa vào quỹ đạo vật chất quay quanh lỗ đen tính ra khối lượng lỗ đen ở tâm NGC 4889 xấp xỉ 21 tỷ lần khối lượng Mặt Trời, khiến đây trở thành lỗ đen quan sát được có khổi lượng lớn nhất tính đến thời điểm đó.